# Albert Sorel
Albert Sorel (Honfleur, Normandia, 13 de agosto de 1842 – Paris, 29 de junho de 1906) foi um historiador e escritor francês.
Recebeu o Prêmio Gobert em 1888.

## Biografia
Seu pai, um rico empresário, queria que ele assumisse os negócios da família, mas sua vocação literária prevaleceu. Ele foi viver em Paris, onde estudou direito e, depois de uma estadia prolongada na Alemanha, entrou para o Ministério das Relações Exteriores, em 1866. Ele tinha desenvolvido fortemente seus gostos literários e artísticos, era um músico entusiástico (mesmo compondo um pouco), e escreveu tanto poesias quanto romances (La Grande Falaise, em 1785 e Le Docteur Egra, em 1873).

### Vida acadêmica
Ansioso para compreender os acontecimentos atuais, bem como os do passado, ele era acima de tudo um estudante. Em 1870 ele foi escolhido como secretário de um diplomata, encarregado de atuar como um delegado referente à defesa nacional. Sorel provou ser um colaborador muito valioso, cheio de finesse, bom temperamento e excelente julgamento. Foi nomeado para ensinar História Diplomática em 1872, um dever em que ele se apresentou com um êxito. Alguns de seus cursos foram convertidos em livros: Le Traité de Paris du 20 novembre 1815, de 1873; Histoire diplomatique de la guerre franco-allemande, de 1875; e os Precis du droit des gens, que ele publicou em 1877, em colaboração com seu colega Theodore Funck-Brentano.[carece de fontes?]

### Escritos
Em 1875, Sorel deixou o Ministério das Relações Exteriores e tornou-se secretário-geral para o cargo recém-criado da Présidence du Sénat . Aqui, novamente, em uma posição onde podia observar e analisar assuntos, ele executou serviço valioso, especialmente sob a presidência do duque d'Audiffred Pasquier, que estava contente por ter os conselhos de Sorel nas crises mais graves da política interna. Seus deveres deixaram, no entanto, lazer suficiente para lhe permitir realizar a grande obra de sua vida, L'Europe et la revolution française. Seu objetivo era repetir o trabalho já feito por Heinrich von Sybel, mas de um ponto de vista menos restrito e com uma compreensão mais clara e mais calma do tabuleiro europeu. Ele passou quase trinta anos na preparação e composição dos oito volumes desta história diplomática da Revolução Francesa (Volume I, 1885; Volume VIII, 1904).[carece de fontes?]
Ele não era apenas um estudioso consciente; a análise dos documentos, em sua maioria inéditos, sobre a diplomacia francesa durante os primeiros anos da Revolução, que ele publicou na Revue historique (Vol. V-VII., X.-XIII.), mostra o escrupuloso cuidado com que leu e estudou os inúmeros acontecimentos do período. Ele foi também, e acima de todas as coisas, um artista. Ele enxergou os homens a partir do ponto de vista de um psicólogo, assim como o de um historiador, observando-os e tentando mostrar o quão escravos das fatalidade da história eles são.[carece de fontes?]

## Obras literárias
Sorel empreendeu vários estudos detalhados:
- La Question d'Orient au XVIII' siècle, les origines de la triple alliance (1878)
- Montesquieu (1887)
- Mme de Staël (1891)
- Bonaparte et Hoche en 1797 (1896)
- Recueil des instructions données aux ambassadeurs (1884)
- Essais d'histoire et de critique (1883)
- Lectures historiques (1894)
- Nouveaux essais d'histoire et de critique (1898)
- Etudes de littérature et d'histoire (1901)